# Клетня (Лодзинське воєводство)
Клетня (пол. Kletnia) — село в Польщі, у гміні Ґомуниці Радомщанського повіту Лодзинського воєводства.
Населення — 1027 осіб (2011).
У 1975-1998 роках село належало до Пйотрковського воєводства.

## Демографія
Демографічна структура станом на 31 березня 2011 року:
|          | Загалом | Допрацездатний вік | Працездатний вік | Постпрацездатний вік |
| -------- | ------- | ------------------ | ---------------- | -------------------- |
| Чоловіки | 525     | 120                | 359              | 46                   |
| Жінки    | 502     | 101                | 315              | 86                   |
| Разом    | 1027    | 221                | 674              | 132                  |